# Plainville (Eure)
Plainville è un comune francese di 198 abitanti situato nel dipartimento dell'Eure nella regione della Normandia.

## Società

### Evoluzione demografica
Abitanti censiti